# Revolta Árabe
A Revolta Árabe (1916-1918) (em árabe: الثورة العربية, Al-Thawra al-`Arabīya) foi iniciada por Huceine ibne Ali, Xarife de Meca com o intuito de conseguir independência dos Turcos Otomanos (no contexto do teatro de operações do Oriente Médio da Primeira Guerra Mundial), e criar um único estado árabe unificado desde Alepo, na Síria, até Áden, no Iémen. Os árabes receberam vasto apoio dos britânicos e franceses, que prometeram, após a guerra, conceder independência aos reinos locais. Os árabes lutaram por quatro anos, sofrendo pesadas baixas, mas conseguiram sangrar os otomanos. A luta terminou em outubro de 1918 com a assinatura do Tratado de Sèvres. Apesar da capitulação otomana, os europeus traíram suas promessas feitas aos árabes e iniciaram a ocupação da região do Oriente Médio, como haviam acertado em um acordo secreto assinado em 1916.